# Волчков, Александр Сергеевич
Алекса́ндр Серге́евич Волчко́в (род. 11 января 1952, Москва) — советский хоккеист, нападающий. Мастер спорта международного класса (1973). Тренер.

## Биография
В 1960 году начал заниматься в школе ЦСКА, в 17 лет, с 1970-го, стал постоянным игроком основного состава. В 1972 году впервые стал чемпионом СССР и был включен в состав сборной страны на Суперсерию против команды Канады. Через год на чемпионатах мира и Европы завоевал два золота, забросив три шайбы в десяти играх. В период с 1973 по 1981 год в составе ЦСКА Волчков стал семикратным чемпионом СССР и трехкратным обладателем Кубка страны.
В 1973, 1974 вошел в список 33 лучших игроков сезона. Чемпион зимней Спартакиады народов РСФСР 1970. Чемпион мира и Европы 1973. Сыграл в турнире 10 матчей, забил 3 гола.
В 1985 году окончил Высшую школу тренеров. Работал в таких командах, как калининский СКА МВО, ЦСКА-2, подольский «Витязь», новосибирская «Сибирь», могилевское «Химволокно». С 1996 по 1998 год занимал пост главного тренера ЦСКА.
Сын — хоккеист Александр Волчков.
Тренерская карьера:
- В июне 1985 г. — мае 1988 г. — тренер СКА МВО (Калинин).
- В июне 1988 г. — мае 1990 г. — старший тренер СКА МВО (Калинин).
- В июне 1990 г. — апреле 1996 г. — главный тренер ЦСКА-2 (Москва).
- В апреле 1996 г. — апреле 1998 г. — главный тренер ЦСКА (Москва).
- В апреле 1998 г. — мае 2000 г. — тренер ЦСКА (Москва).
- В январе-апреле 2001 г. — тренер «Витязя» (Подольск).
- В июне-ноябре 2001 г. — главный тренер «Сибири» (Новосибирск).
- в ноябре 2003 г. — июне 2007 г. — главный тренер «Химволокно» (Могилёв)

## Достижения

### Игрока
- Чемпион СССР 1972, 1973, 1975, 1977, 1978, 1979, 1980, 1981
- Второй призер чемпионата СССР 1974, 1976
- Обладатель Кубка СССР 1973, 1977, 1979
- Обладатель Кубка европейских чемпионов 1972, 1973, 1974, 1976, 1978, 1980
- Чемпион мира и Европы 1973
- Чемпион Европы среди юниоров 1971

### Тренера
- Бронзовый призер чемпионата Белоруссии 2005
- Финалист Кубка Белоруссии 2005.